# Hampyeong-gun
Hampyeong es un condado en el sur de la provincia de Jeolla del Sur, Corea del Sur. Hampyeong-gun es famosa por su festival anual de la mariposa, que es el único de su tipo en Corea del Sur.

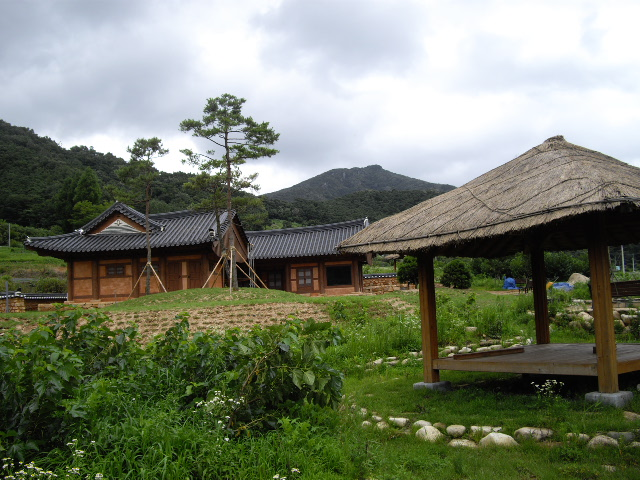
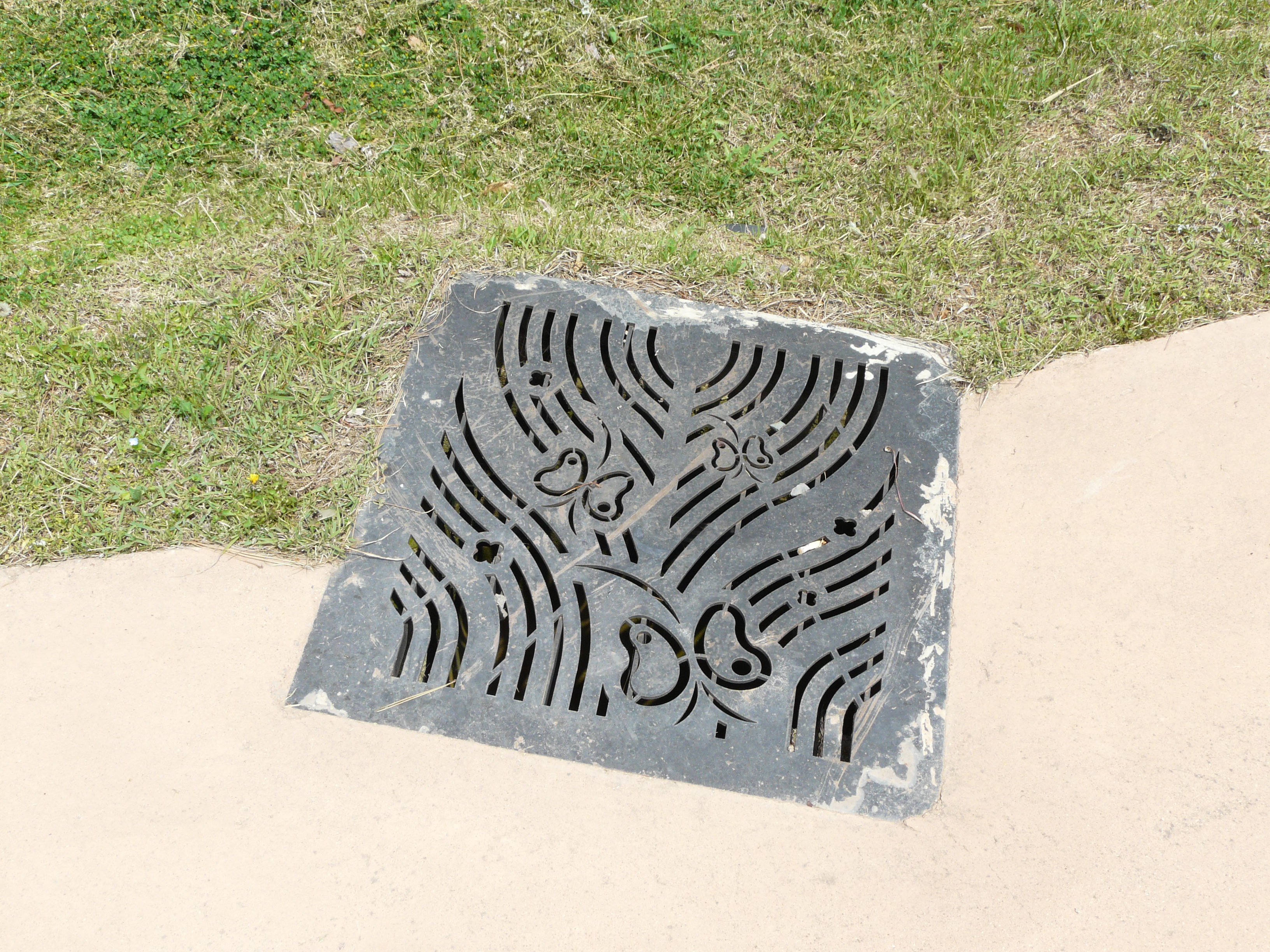
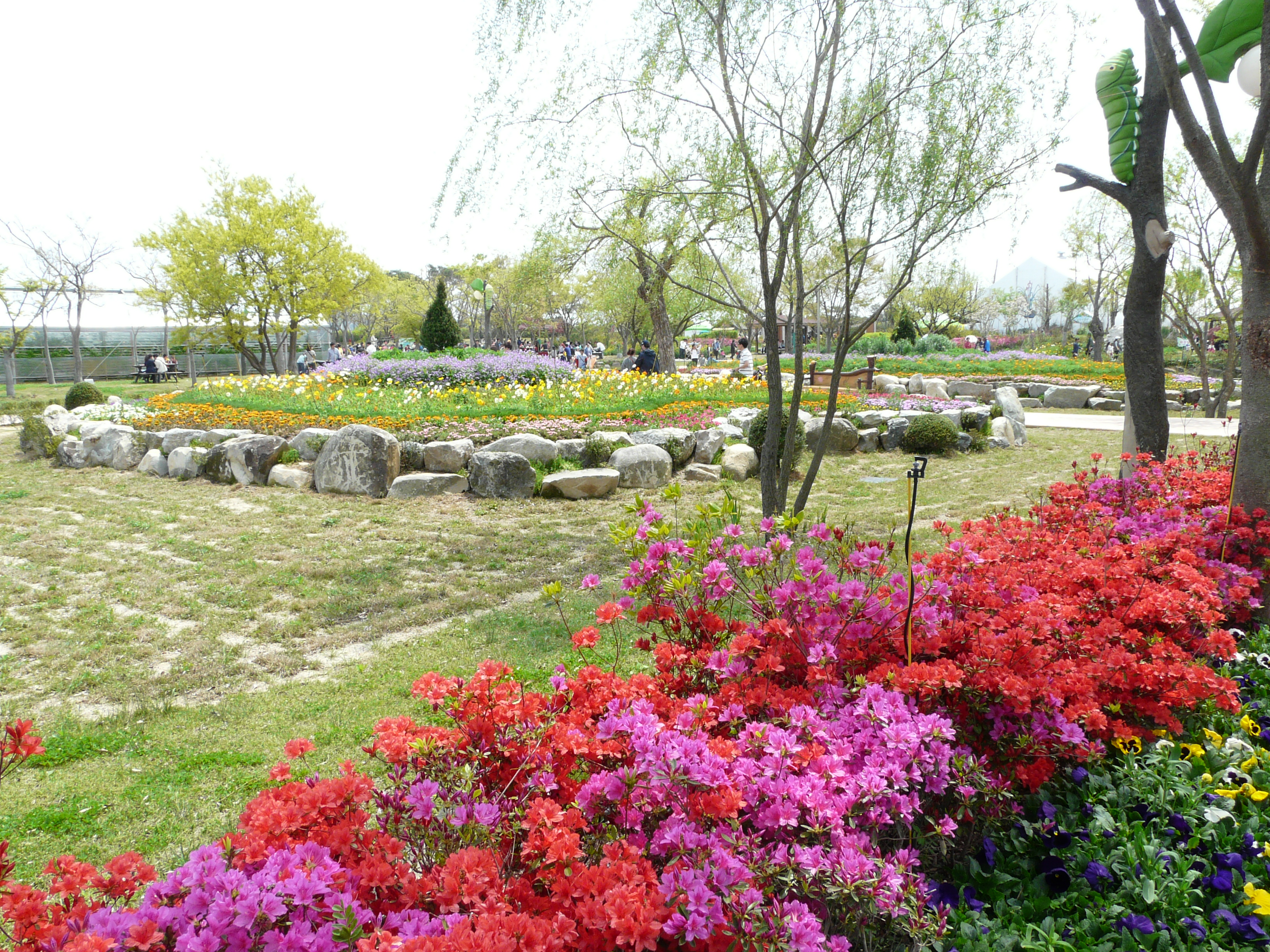

## Símbolos de Hampyeong-gun
- Papilionidae
- Ginkgo biloba
- Columbidae
- Lagerstroemia